# Takesure Chinyama
Takesure Chinyama (Harare, Zimbabue; 30 de septiembre de 1982) es un jugador de fútbol profesional zimbabuense que juega para el LZS Piotrówka, equipo de la III Liga.

## Biografía
Takesure Chinyama debutó como futbolista profesional con el Hwange FC en 2003 a los 21 años de edad. Tras tres temporadas en el club fue traspasado al Monomotapa United. Además jugó también para el Dyskobolia Grodzisk Wielkopolski, con el que ganó una Copa de la Liga de Polonia y una Copa de Polonia en 2007; y el Legia de Varsovia de la Ekstraklasa, con el que también ganó la Copa de Polonia en dos ocasiones y una Supercopa polaca de fútbol; antes de volver a su país natal para jugar con el Dynamos FC con el que ganó la Liga Premier de Zimbabue y la Copa Mbada Diamonds. En 2012 fichó por el Orlando Pirates FC sudafricano, con quien ganó la Premier Soccer League, y finalmente en 2013 hizo lo propio por el Platinum Stars FC con el que ganó la MTN 8 en 2013.

## Selección nacional
Takesure Chinyama ha sido convocado por la selección de fútbol de Zimbabue un total de ocho veces desde que hiciera su debut en 2005.

## Clubes
| Club                             | País      | Año         | Partidos | Goles |
| -------------------------------- | --------- | ----------- | -------- | ----- |
| Hwange FC                        | Zimbabue  | 2003 - 2006 | 2        | 1     |
| Monomotapa United                | Zimbabue  | 2006 - 2007 | 8        | 3     |
| Dyskobolia Grodzisk Wielkopolski | Polonia   | 2007        | 17       | 6     |
| Legia de Varsovia                | Polonia   | 2007 - 2011 | 92       | 41    |
| Dynamos FC                       | Zimbabue  | 2011 - 2012 | 3        | 3     |
| Orlando Pirates FC               | Sudáfrica | 2012 - 2013 | 19       | 8     |
| Platinum Stars FC                | Sudáfrica | 2013 - 2014 | 5        | 0     |
| Dynamos FC                       | Zimbabue  | 2015        |          |       |
| LZS Piotrówka                    | Polonia   | 2015 -      | 6        | 1     |

## Palmarés
Dyskobolia Grodzisk Wielkopolski
- Copa de Polonia: 2007
- Copa de la Liga de Polonia: 2007

Legia de Varsovia
- Copa de Polonia (2): 2008 y 2011
- Supercopa polaca de fútbol: 2008

Dynamos FC
- Liga Premier de Zimbabue: 2012
- Copa Mbada Diamonds: 2012

Orlando Pirates FC
- Premier Soccer League: 2012

Platinum Stars FC
- MTN 8: 2013